# Бельский, Александр Георгиевич
Алекса́ндр Гео́ргиевич Бе́льский (17 мая 1859 — после 1920) — священник села Байково Лукояновского уезда Нижегородской губернии, депутат Государственной думы Российской империи IV созыва от Нижегородской губернии.

## Биография
Родился в с. Свербино Сергачского уезда в семье священника Георгия Васильевича (умер в 1871 г.) и Надежды Павловны Бельских. Окончив в 1881 г. по 1-му разряду Нижегородскую духовную семинарию, в течение 5 лет служил наблюдателем церковно-приходских школ 4-го благочиния (Сергачский уезд), затем 5 лет — следователем по духовному ведомству в 3-м округе (Лукояновский уезд) и 9 лет — членом правления Починковского духовного училища.
Благочинный 3-го округа (Лукояновский уезд), председатель Байковского отделения Нижегородского братства Святого креста, священник Троицкой церкви села Байково (Лукояновский уезд) с 1901 г. с жалованьем 700 рублей в год; имел 42 десятины церковной земли. Имел ряд наград: набедренник (1888 г.), скуфья (1896 г.), камилавка (1903 г.), наперсный крест (1908 г.).
18 (31) октября 1912 от общего состава избирателей Нижегородского губернского избирательного собрания был избран в Государственную думу Российской империи IV созыва, где вступил во фракцию правых. Состоял членом комиссий думы: о народном здравии, по исполнению государственной росписи доходов и расходов, для выработки законопроекта о собраниях, продовольственной, для рассмотрения законопроекта об изменении устава о пенсиях и единовременных пособиях, по делам православной церкви.
С 1913 года состоял также в «Русском собрании».
Дальнейшая судьба неизвестна.

### Семья
Был женат на дочери священника Надежде Михайловне Твердовой. Имели девять детей.
Его сын Николай (1889 г. р.) впоследствии также стал священником и служил в с. Байково Починковского района.